# Peter Mmusi
Peter Simako Otlaadisang Mmusi (n. Mmankgodi, 29 de mayo de 1929 - Gaborone, 1 de octubre de 1994) fue un político botsuano que ejerció como vicepresidente de la República de Botsuana entre 1983 y 1992, durante la presidencia de Quett Masire. Fue un importante dirigente del Partido Democrático de Botsuana (BDP) durante la década de 1980 y 1990.
Resultó elegido parlamentario en 1979, representando a la circunscripción de Gaborone South, y ocupó carteras ministeriales durante el breve cuarto mandato de Seretse Khama y, tras la muerte de este, la primera mitad de la presidencia de Quett Masire, ejerciendo como Ministro de Trabajo y Comunicación entre 1979 y 1981. Ese mismo año fue designado Ministro de Finanzas y Planificación del Desarrollo, cargo en el que se mantendría hasta 1992. Asumió la vicepresidencia del país después del fallecimiento de Lenyeletse Seretse el 3 de enero de 1983. En las elecciones generales de 1984 fue reelegido estrechamente en su circunscripción ante Kenneth Koma, presidente del Frente Nacional de Botsuana, principal partido de la oposición del país, por solo 120 votos. Días después de las elecciones, el descubrimiento de una urna sin abrir en el centro electoral de Tshiamo desató un escándalo, que culminó con la anulación de la elección y la convocatoria a comicios complementarios. En esta elección, realizada a principios de 1985, Mmsui fue ampliamente derrotado por Koma, quien lo superó por más de 700 votos, y se convirtió en líder de la oposición parlamentaria.
Pese a su derrota, Mmusi conservó su cargo parlamentario luego de que asumiera como miembro designado, manteniendo tanto la vicepresidencia como su cargo ministerial, accediendo además a la cartera de Ministro de Gobierno y Tierras en 1989, luego de recuperar un escaño electo en el parlamento por la circunscripción de Kweneng South. A principios de 1992, Mmusi protagonizó un nuevo escándalo nacional después de una Comisión Presidencial que lo identificó como parte de negocios ilegales de tierras fuera de Gaborone desde su cargo ministerial. El 3 de marzo del mismo año presentó su renuncia tanto a las carteras ministeriales como a la vicepresidencia, siendo sucedido por Festus Mogae. Conservó su cargo como vicepresidente del BDP y su escaño parlamentario, que buscó revalidar en las elecciones generales de 1994. Sin embargo, falleció a la edad de 65 años, dos semanas antes de los comicios.
Se casó en 1958 con la docente Louis Ludo, con quien tuvo tres hijos (Lesedi, Kabelo y Kagiso) y tres hijas (Gorata, Pinkie y Cathy). Su hijo menor, Kagiso Mmusi, nacido en 1970, fue candidato del BDP para parlamentario por la circunscripción de Gabane-Mmankgodi en las elecciones generales de 2019.